# Општина Росеци (Калараш)
Росеци (рум. Roseţi) општина је у Румунији у округу Калараш.
Oпштина се налази на надморској висини од 17 m.